# 悪魔の偽王国
『悪魔の偽王国』（あくまのぎおうこく、あくまのにせおうこく、Pseudomonarchia Daemonum）はヨハン・ヴァイヤーの主著『悪魔による眩惑について』（De praestigiis daemonum）の1577年の第五版に付された補遺である。原題は「デーモン（悪霊）の偽君主国」の意であり、地獄の悪霊たちを神聖ローマ帝国の封建体制を思わせる位階秩序をもつものとして記述している。
このグリモワールには『ソロモンの小鍵』の第一章である『ゴエティア』と同様に悪魔の一覧と召喚するのに適した時間と儀式が記されている。『ソロモンの小鍵』の現存する既知の写本は17世紀以降のもので、本書はそれ以前の16世紀に書かれたものである。しかし『ゴエティア』の原形の成立年代についてはっきりしたことは判明しておらず、いずれが先行する文献かは意見が分かれる。フレッド・ゲティングズは『悪魔の事典』の中で、『ソロモンの小鍵』の初期の版は15世紀初頭に遡ると仮定し（「グリモア」の項参照）、『悪魔の偽王国』は『レメゲトン』の初期の版を基に作られたと記している（『プセウドモナルキア・ダエモヌム』の項参照）。ジョゼフ・ピーターソンは、レジナルド・スコットが英訳した『悪魔の偽王国』には『ゴエティア』と同様にプルフラスの記載がないことから、『悪魔の偽王国』にプルフラスの脱落した版が存在した可能性を指摘し、その版が現行の『ゴエティア』の編成に影響を与えた可能性を示唆した。
『ゴエティア』で紹介される72の悪魔と『悪魔の偽王国』で紹介される69の悪魔のうち68体は共通しているが、その順番や特徴の一部は異なる。
『ゴエティア』には登場するが『悪魔の偽王国』に記述されていない4人の悪魔は
ウァサゴ、セエレ、ダンタリオン、アンドロマリウス。
逆に『悪魔の偽王国』には登場するが『ゴエティア』に記述のない悪魔はプルフラスである。
その他の違いとして『ソロモンの小さな鍵』が悪魔に印章を対応させているのに対し、
『悪魔の偽王国』にはその記載がない。
著者のヴァイヤーはこれを書くにあたり Liber officiorum spirituum, seu Liber dictus Empto. Salomonis, de principibus et regibus daemoniorum を参照した。

## 登場する悪魔のリスト
| 1. バエル 2. アガレス 3. マルバス 4. プルフラス 5. アモン 6. バルバトス 7. ブエル 8. グソイン 9. ボティス 10. バティム 11. ピュルサン 12. エリゴル 13. ロレイ 14. ウァレファル 15. モラクス 16. イペス 17. ナベルス 18. グラシャ＝ラボラス 19. ゼパル 20. ビレト 21. シトリー 22. パイモン 23. ベリアル | 24. ブネ 25. フォルネウス 26. ロネウェ 27. ベリト 28. アスタロト 29. フォラス 30. フルフル 31. マルコシアス 32. マルファス 33. ウェパル 34. サブナック 35. シュドナイ 36. ガープ 37. シャックス 38. ピュセル 39. フルカス 40. ムルムル 41. カイム 42. ラウム 43. ハルファス 44. フォカロル 45. ウィネ 46. ビフロンス | 47. ガミジン 48. ザガム 49. オリアス 50. ウォラク 51. ゴモリー 52. デカラビア 53. アムドゥスキアス 54. アンドラス 55. アンドロアルフス 56. オゼ 57. アイム 58. オロバス 59. ウァプラ 60. キメリエス 61. アミー 62. フラウロス 63. バラム 64. アロケル 65. ザレオス 66. ワル 67. ハーゲンティ 68. フェニックス 69. ストラス |